# Eleccions regionals de Friül-Venècia Júlia de 1968
Les eleccions per a renova el consell regional del Friül – Venècia Júlia se celebraren el 1968. La participació fou del 87,92%
| ← Eleccions regionals de Friül-Venècia Júlia, 1968 →                              |      |        |        |
| Partits                                                                           | vots | (%)    | escons |
| Democràcia Cristiana Italiana (DC)                                                |      | 44,9%  | 29     |
| Partit Comunista Italià (PCI)                                                     |      | 20,1%  | 12     |
| Partit Socialista Italià-Partit Socialista Democràtic Italià (PSI-PSDI Unificats) |      | 10,0%  | 6      |
| Moviment Social Italià-Dreta Nacional (MSI-DN)                                    |      | 5,1%   | 3      |
| Moviment Friül (MF)                                                               |      | 5,1%   | 3      |
| Partit Liberal Italià (PLI)                                                       |      | 4,9%   | 3      |
| Partit Republicà Italià (PRI)                                                     |      | 2,5%   | 1      |
| Slovenska Skupnost - Unione Slovena (SSK-US)                                      |      | 1,4%   | 1      |
| Moviment Independentista Triestí (MIT)                                            |      | 0,7%   | -      |
| altres                                                                            |      | 5,3%   | 3      |
| Total                                                                             |      | 100,00 | 60     |